# Águas de março
Águas de Março (Wateren van maart) is een door Antônio Carlos Jobim gecomponeerd bossanovaliedje. Het is ook bekend in een Engelse versie met de titel Waters of March. Jobim schreef zowel de Engelse als de Portugese tekst. In de Engelse versie probeerde hij woorden met een Latijnse oorsprong te vermijden; de Engelse versie heeft daarom meer refreinen dan de Portugese. Een ander verschil met de Portugese versie is dat in de Engelse versie maart wordt bezongen vanuit het perspectief van iemand op het noordelijk halfrond. In de context van het noordelijk halfrond verandert het "water van maart" in het "smeltwater van maart" dat het begin van de zomer aankondigt, dit in tegenstelling tot deze periode in Brazilië, waar het "water van maart" symbool staat voor de regen aan het einde van de zomer en dus het koude seizoen op het zuidelijk halfrond aankondigt..
In 2001 werd "Águas de Março" door meer dan 200 Braziliaanse journalisten, muzikanten en andere artiesten tot het beste Braziliaanse liedje uitgeroepen in een verkiezing opgezet door het grootste dagblad Folha de São Paulo.
De liedtekst, van oorsprong Portugees, vertelt geen verhaal maar schetst een serie van beelden die samen een collage vormen. Bijna elke zin start met "Het is" (Portugees: "É...", Engels: "It is..."). In zowel de Portugese als de Engelse versie slaat "het" op een stok, een steen, een glasscherf, een kras, een klif, een noest in hout, een vis, een pin, het einde van de weg. Sommige zaken die direct naar de Braziliaanse cultuur verwijzen, zijn in de Engelse versie weggelaten, zoals (festa da cumeeira, garrafa de cana), flora (peroba do campo) en folklore (Matita Pereira). 
De inspiratie voor het lied ontstond in maart, de meest regenachtige maand in Rio de Janeiro. In maart zijn er veel plotselinge stormen en hevige winden die overstromingen veroorzaken. De tekst en de muziek lijken op een constante lopende stroom water zoals tijdens de regens; het water stroomt in de goten van de straten. Dit water voert van alles met zich mee zoals stokken, stenen, stukjes glas, enz. De orkestratie wekt de indruk van een constante dalende toon: de Shepardtoon.

## Versies
- Het duet tussen Jobim en Elis Regina van het album Elis & Tom uit 1974 is niet de eerste opname, maar wordt wel als de klassieke versie beschouwd.
- João Gilberto's opname (op zijn album João Gilberto uit 1973) wijkt qua ritme af van het origineel.
- David Byrne en Marisa Monte namen het lied op voor het "Red Hot + Rio" Sampler.
- Een tweetalige versie op Susannah McCorkle's album From Bessie to Brazil.
- Oscar Castro-Neves heeft tevens een Engelse versie opgenomen.
- Art Garfunkel, van het duo Simon & Garfunkel, nam het lied op op zijn solo-album Breakaway uit 1975. Deze opname lijkt sterk op de opname van Jobim uit 1973.
- Jazz-zanger Jane Monheit heeft een veelgeprezen versie in het Engels opgenomen.
- Georges Moustaki nam het lied op onder de Franse titel Les Eaux de Mars voor het album Declaration uit 1973.*
- De Japanse groep Cibo Matto nam een Portugese versie op voor hun album Super Relax uit 1997.
- De Zweedse zanger Svante Thuresson zong samen met Lisa Nilsson de Zweedse bewerking onder de titel Solen I Maj  voor zijn album Svante Thuresson & Vänner uit 2007.